# جيمس وود (ملحن)
جيمس وود (بالإنجليزية: James Wood)‏ هو ملحن بريطاني، ولد في 27 مايو 1953 في كامبريدجشير في المملكة المتحدة.

## وصلات خارجية
- جيمس وود على موقع ميوزك برينز (الإنجليزية)
- جيمس وود على موقع أول ميوزيك (الإنجليزية)
- جيمس وود على موقع ديسكوغز (الإنجليزية)